# Daxin Shuiku
Daxin Shuiku är en reservoar i Kina. Den ligger i provinsen Jilin, i den nordöstra delen av landet, omkring 370 kilometer sydost om provinshuvudstaden Changchun. Daxin Shuiku ligger 449 meter över havet. Arean är 0,91 kvadratkilometer. I omgivningarna runt Daxin Shuiku växer i huvudsak blandskog. Den sträcker sig 2,1 kilometer i nord-sydlig riktning, och 0,9 kilometer i öst-västlig riktning.
Genomsnittlig årsnederbörd är 952 millimeter. Den regnigaste månaden är juli, med i genomsnitt 235 mm nederbörd, och den torraste är januari, med 7 mm nederbörd.